# Brita Streijffert
Brita Louise Ohlsson-Streijffert, född 9 januari 1917 i Sankt Petri församling, Malmö, död 12 juli 2006 i Täby, Stockholms län, var en svensk konstnär och grafiker.
Hon var dotter till generalkonsuln Thure Streijffert och Ida Mariboe och från 1947 gift med fondchefen Dan Ohlsson. 
Streijffert studerade med mindre avbrott vid Otte Skölds målarskola 1938–1941 och Isaac Grünewalds målarskola i Stockholm 1942–1943. Hon gjorde under och efter sin studietid studieresor till Frankrike, Spanien, Italien, Grekland och Jugoslavien. Hennes konst har visats på separatutställningar på bland annat Galerie Æsthetica i Stockholm, på Galeri Nutida konst i Uppsala, Galleri Panorama, och i Lund, Linköping, Uppsala, Göteborg och Östersund. Tillsammans med Gerold Propper ställde hon ut på Sturegalleriet i Stockholm 1957 och tillsammans med Birger Halling ställde hon ut på Lorensbergs konstsalong i Göteborg 1962 samt tillsammans med Chenia Ekström och Mollie Faustman på Galleri Duvan i Stockholm 1962. Hon medverkade i flera av Skånes konstförenings samlingsutställningar i Malmö sedan 1948 samt Föreningen Svenska Konstnärinnors utställning på Stockholms konserthus och Sveriges allmänna konstförenings vårsalonger på Liljevalchs konsthall, Föreningen Graphicas utställning på Lunds konsthall och Liljevalchs Stockholmssalonger samt grupputställningar i Sverige, Frankrike, Schweiz, Tyskland och Österrike. Hennes konst består av figurkompositioner och landskapsmålningar med motiv från Stocksund och Djursholmstrakten. Ohlsson-Streijffert är representerad vid Västerås kommun och Sundbybergs kommun. Hon är gravsatt i Täby Norra minneslund.